# Голо Брдо (Медводе)
Голо Брдо (словен. Golo Brdo) — поселення в общині Медводе, Осреднєсловенський регіон, Словенія. 
Висота над рівнем моря: 434,9 м.